# Aino Kallas
Aino Kallas (granja Kiiskilä, prop de Vyborg, 2 d'agost de 1878 - Hèlsinki, 9 de novembre de 1956) fou una escriptora i poeta finlandesa-estoniana.

## Vida
Aino Kallas fou filla de l'erudit literari finlandès Julius Krohn i va néixer en una família poliglota, principalment de parla alemanya. Entre els seus germans (només de pare) hi ha el musicòleg Ilmari Krohn, el folklorista Kaarle Krohn, i les escriptores Helmi Krohn i Aune Krohn (amb aquesta darrera, germana de pare i mare). El 1900 es va casar amb el folklorista estonià i més tard diplomàtic Oskar Kallas (1868–1946). La parella va viure inicialment a Sant Petersburg del 1900 al 1903. El 1904 tots dos es van traslladar a Tartu, on van viure fins al 1918. Junts van tenir cinc fills: Virve, Laine, Sulev, Lembit i Hillar, tot i que no tots van arribar adults. A la dècada del 1920, Aino Kallas i el seu marit es van traslladar a Londres, on ell va exercir d'ambaixador d'Estònia del 1922 al 1934. Hi van viure durant divuit anys fent estades d'estiu a l'illa de Hiiumaa, estades que van ser molt importants per a la seva obra literària. Amb l'ocupació soviètica d'Estònia, Aino i Oskar Kallas van haver d'exiliar-se a Estocolm. El seu marit va morir allà el 1946. Aino Kallas va viure a Suècia del 1944 al 1953 abans de traslladar-se a la seva Finlàndia natal, on va morir el 1956.

## Obra
A Tartu, Aino Kallas va participar activament en el grup literari estonià Noor-Eesti ("Jove Estònia"), que també va fer campanya per la independència d'Estònia de l'Imperi rus. Els temes estonians tindrien un paper important en la seva obra literària. Les seves visites a Saaremaa van despertar l'interès de l'autora per les històries populars d'Estònia; alhora, va quedar captivada per la natura del país. Kallas va arribar a dominar l'estonià i de vegades escrivia les seves obres en estonià i finès. Altres obres seves escrites en finès van ser traduïdes a l'estonià per altres traductors. També es van traduir a l'anglès i a altres llengües europees (però no al català).
Una fita en l'obra creativa d'Aino Kallas són les anomenades "balades en prosa" Barbara von Tisenhusen (1932), Reigin pappi ("El sacerdot de Reigi", 1926) i Sudenmorsian ("La núvia del llop", 1928; història d'un home llop situada en el segle XVII a l'illa de Hiiumaa). En aquesta trilogia (anomenada "Eros fatal") va utilitzar l'estil i la qualitat narrativa de les cròniques antigues i els textos religiosos. Aquestes obres estan marcades pel tema de l'amor prohibit i la mort.
De 1924 a 1938, Kallas va viure i escriure a Kassari, illa del comtat de Hiiu. En els anys trenta va escriure diverses obres de teatre  (per exemple, Bathseba Saarenmaalla ("Betsabé a Saaremaa", 1932), Mare ja hänen poikansa ("Euga i el seu fill", 1935), Bernhard Riives (1936), Sudenmorsian ("La núvia del llop", 1938)), els arguments de les quals es basen principalment en textos en prosa anteriors.
A principis dels anys quaranta van aparèixer tres col·leccions d'alta qualitat de poesia de Kallas, així com noves col·leccions de contes i assajos, i memòries. També va escriure una biografia de Lydia Koidula en finès, Tähdenlento ("Vol d'una estrella", 1915). El 1942, Kallas va rebre el premi Aleksis Kivi a Finlàndia.